# Debelyanov Point
Der Debelyanov Point (englisch; bulgarisch Дебелянов нос Debeljanow nos) ist eine Landspitze von Robert Island im Archipel der Südlichen Shetlandinseln. Sie bildet 2,75 km nordwestlich des Negra Point und 4 km südöstlich des Fort William die Nordwestseite der Einfahrt zur Mitchell Cove.
Bulgarische Wissenschaftler kartierten sie 2009. Die bulgarische Kommission für Antarktische Geographische Namen benannte sie bereits 2008 nach dem bulgarischen Dichter Dimtscho Debeljanow (1887–1916).